# Rusland op de Olympische Zomerspelen 1908
Rusland nam deel aan de Olympische Zomerspelen 1908 in Londen, Engeland. Na 1904 was het de tweede Russische deelname aan de Spelen. Voor het eerst werden er ook medailles gewonnen in het kunstrijden en worstelen.

## Medailleoverzicht
| Sport       | Olympiër(s)      | Onderdeel                  | Medaille |
| ----------- | ---------------- | -------------------------- | -------- |
| Kunstrijden | Nikolaj Panin    | speciale figuren (m)       | Goud     |
| Worstelen   | Nikolay Orlov    | -66,6kg Grieks-Romeins (m) | Zilver   |
| Worstelen   | Aleksandr Petrov | +93kg Grieks-Romeins (m)   |          |

## Deelnemers en resultaten

### Atletiek
Rusland had één deelnemende atleet. Lind eindigde 19e van de 27 die de marathon voltooiden.
| Olympiër     | Discipline               | Resultaat | Prestatie    |
| ------------ | ------------------------ | --------- | ------------ |
| Georg Lind   | marathon (m)             | 19e       | 3:26.38,8    |
| A. Petrovsky | polsstokhoogspringen (m) | DNS       | niet gestart |

### Kunstrijden
| Olympiër      | Discipline           | Resultaat | Prestatie      |
| ------------- | -------------------- | --------- | -------------- |
| Nikolay Panin | mannen               | DNF       | niet gefinisht |
| Nikolay Panin | speciale figuren (m) | Goud      | 219,0 punten   |

### Worstelen
| Olympiër         | Discipline     | Resultaat      | Prestatie |
| Grieks-Romeins   | Grieks-Romeins | Grieks-Romeins | Grieks-Romeins |
| ---------------- | -------------- | -------------- | --- |
| Nikolay Orlov    | -66,6kg (m)    | Zilver         | 1ste ronde: vrij 2de ronde: W van SWE Erik Lund: val kwartfinale: W van HUN Radvány: val halve finale: W van FIN Lindén: beslissing finale: V van ITA Porro: 0-2 |
| Grigory Dyomin   | -73kg (m)      | 9e             | 1ste ronde: vrij 2de ronde: V van SWE Frank: beslissing |
| Yevgeny Zamotin  | -93kg (m)      | 9e             | 1ste ronde: vrij 2de ronde: V van HUN Payr: val |
| Aleksandr Petrov | +93kg (m)      | Zilver         | 1ste ronde: W van GBR Humphreys: beslissing halve finale: W van HUN Payr: val finale: V van HUN Weisz: 0-2                                                       |

Argentinië · Australazië · België · Bohemen · Canada · Denemarken · Duitsland · Finland · Frankrijk · Griekenland · Groot-Brittannië · Hongarije · Italië · Nederland · Noorwegen · Oostenrijk · Rusland · Turkije · Verenigde Staten · Zuid-Afrika · Zweden · Zwitserland